# Скоробогаткин, Константин Фёдорович
Константин Фёдорович Скоробогаткин (3 июня 1901, станция Бирюч, Воронежская губерния — 13 февраля 1982, Москва) — советский военачальник, генерал-полковник (22.02.1963).

## Биография
Константин Фёдорович Скоробогаткин родился 3 июня 1901 года на станции Бирюч Воронежской губернии (ныне Красногвардейский район, Белгородская область).

### Гражданская война
В июне 1919 года был призван в ряды РККА и направлен красноармейцем в 373-й стрелковый полк (42-я стрелковая дивизия, Южный фронт), после чего принимал участие в боевых действиях против войск под командованием генерала А. И. Деникина в районах городов Старый и Новый Оскол, Купянск, Елец, Ливны и Касторная.
В декабре того же года заболел тифом, после чего был эвакуирован в полевой госпиталь 13-й армии. После излечения с апреля 1920 года служил в 4-м железнодорожном дивизионе и в июле был направлен на учёбу на 48-е Ставропольские пехотные курсы, после окончания которых с июля 1921 года исполнял должности командира взвода и помощника командира роты на этих курсах. В составе курсов принимал участие в боевых действиях против повстанцев на Ставрополье.

### Межвоенное время
После расформирования курсов в январе 1923 года направлен на 37-е Пятигорские пехотные командные курсы, которые в мае того же года были преобразованы в 11-е Новочеркасские пехотные командные курсы, в составе которых исполнял должности помощника командира роты, младшего руководителя по политической грамоте и командира роты. С апреля 1924 года служил в 25-м Черкасском стрелковом полку (9-я Донская стрелковая дивизия, Северо-Кавказский военный округ) на должностях помощника командира роты, командира взвода, заведующего разведкой полка и заведующего химической станцией.
В апреле 1925 года направлен на учёбу сначала на окружные военно-химические курсы комсостава, дислоцированные в Ростове-на-Дону, а после их окончания в сентябре того же года направлен на химические Курсы усовершенствования командного состава, после окончания которых в августе 1926 года назначен на должность начальника химической службы 25-го Черкасского стрелкового полка.
В марте 1928 года направлен на учёбу в Военную академию имени М. В. Фрунзе, а после её окончания в мае 1931 года — в адъюнктуру при этой же академии, после окончания которой в феврале 1934 года занял должность начальника кафедры химических средств этой академии, а в сентябре 1935 года — должность начальника химической службы Белорусского военного округа.
В октябре 1936 года направлен на учёбу в Академию Генерального штаба РККА, после окончания которой в 1938 году назначен на должность старшего руководителя при этой же академии.

### Великая Отечественная война
К началу войны занимал должность заместителя командира 85-й стрелковой дивизии 3-й армии (Западный фронт), участвовал в Белостокско-Минском сражении в районе Гродно, заменил раненого командира дивизии А. В. Бондовского, попал в окружение, из которого вывел остатки дивизии в июле 1941 года. В июле участвовал в обороне Могилёва в должности заместителя командира 26-й танковой дивизии, вновь попал в окружение.
В сентябре 1941 года назначен на должность заместителя начальника оперативного отдела штаба Карельского фронта, в октябре — на должность начальника штаба 14-й армии этого же фронта, а в августе 1943 года — на должность командира 31-го стрелкового корпуса (26-я армия, Карельский фронт), который принимал участие в оборонительных боевых действиях.
В сентябре 1944 года назначен на должность командира 134-го стрелкового корпуса, который вскоре принимал участие в ходе Восточно-Померанской наступательной операции, а также при освобождении городов Хаммерштайн, Кезлин и других.
23 марта 1945 года за плохое руководство войсками корпуса в наступлении освобождён от должности и назначен на должность командира 193-й стрелковой дивизии, которая вскоре успешно принимала участие в ходе Берлинской наступательной операции, при форсировании Одера, захвате плацдарма на его западном берегу, а также при освобождении городов Данциг и Штеттин.
За время войны Скоробогаткин был десять раз упомянут в благодарственных в приказах Верховного Главнокомандующего.

### Послевоенная карьера
После окончания войны в июле 1945 года назначен на должность начальника штаба 65-й армии в составе Северной группы войск, в мае 1946 года — на должность заместителя начальника, в январе 1952 года — на должность начальника Управления оперативной подготовки Главного оперативного управления Генерального штаба, в мае 1953 года — на должность заместителя начальника Военно-научного управления Генерального штаба, а в мае 1962 года — на должность начальника этого управления.
Генерал-полковник Константин Фёдорович Скоробогаткин в марте 1970 года вышел в отставку. Умер 13 февраля 1982 года в Москве.

## Сочинения
- Скоробогаткин К. Ф., Белоусов Л. И., Верходубов В. Д. и др. 50 лет вооружённых сил СССР. — М.: Воениздат, 1968. — 565 с.

## Награды
- Орден Ленина (21.02.1945[2]);
- Два ордена Красного Знамени (03.11.1944[2], 1949[2]);
- Орден Суворова 2 степени (29.05.1945);
- Орден Красной Звезды (28.10.1967[3]);
- Медали;
- Иностранные награды.